# Dicephalarcha
Dicephalarcha là một chi bướm đêm thuộc phân họ Olethreutinae, họ Tortricidae Tortricidae.

## Các loài
- Dicephalarcha acupicta Diakonoff, 1973
- Dicephalarcha anemodes (Meyrick, 1912)
- Dicephalarcha atava Diakonoff, 1973
- Dicephalarcha dependens (Meyrick, 1922)
- Dicephalarcha dimorpha (Meyrick, 1909)
- Dicephalarcha herbosa (Meyrick, 1909)
- Dicephalarcha monometalla Diakonoff, 1973
- Dicephalarcha sicca Diakonoff, 1973